# Guillaume Corbeil
Pour les articles homonymes, voir Corbeil.
Guillaume Corbeil est un écrivain québécois né en 1980 à Coteau-Station au Québec.

## Biographie

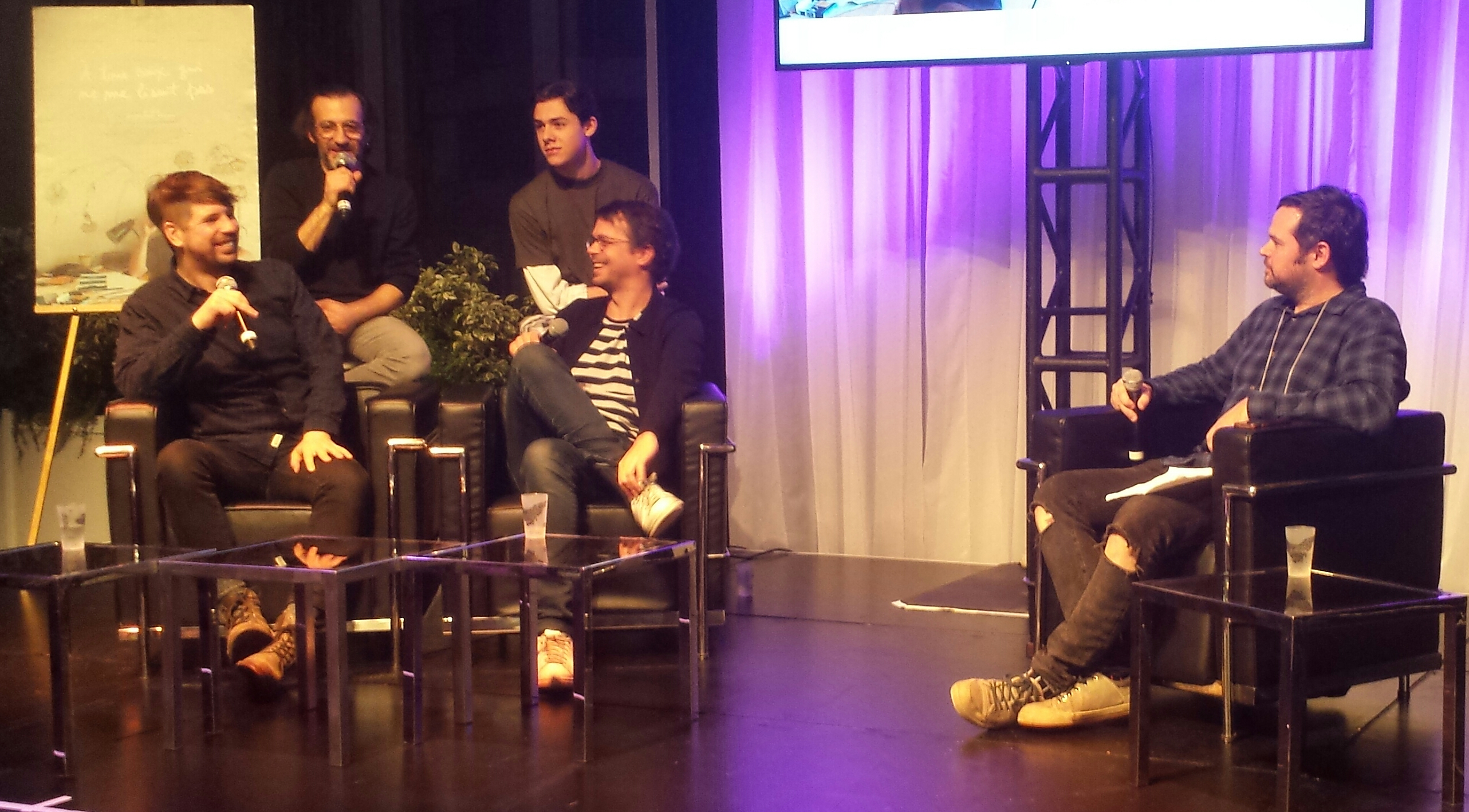
Sébastien Dulude, Yan Giroux, Guillaume Corbeil, Martin Dubreuil et Henri Picard au salon du livre de Montréal en 2018.

Guillaume Corbeil commence son parcours académique en droit, avant de s'orienter très rapidement vers des études en lettres. Il réalise un baccalauréat ainsi qu'une maîtrise en création littéraire à l'UQÀM qu'il termine en 2007. Puis, il obtient diplôme en écriture dramatique de l'École nationale de théâtre du Canada en 2011.   
Il publie en 2008, L'Art de la fugue un recueil de nouvelles aux éditions l'Instant même. Son recueil est en lice pour le Prix littéraire du Gouverneur général du Canada en 2008 et gagne le Prix littéraire Adrienne-Choquette en 2009. Guillaume Corbeil publie ensuite son premier roman Pleurer comme dans les films en 2009 aux Éditions Leméac. 
En 2010, Guillaume Corbeil est chargé de rédiger la biographie de l'homme de théâtre québécois André Brassard à la suite du retrait de Jean Fugère. L'ouvrage intitulé Brassard est lancé en mars 2010 aux Éditions Libre-Expression,.   
En 2012, l'auteur s'essaye au théâtre avec Nous voir nous (Cinq visages pour Camille Brunelle) une production du Théâtre PÀP. La pièce est mise en scène par Claude Poissant et jouée à l'Espace Go. Cette pièce vaut à l'auteur le prix Michel-Tremblay, le prix du meilleur texte original de l’Association des critiques de théâtre du Québec (AQCT), et le prix du public au Festival d’écriture dramatique contemporaine Primeurs à Sarrebruck en Allemagne.   
En 2014, l'auteur récidive avec Tu iras la chercher présentée à l'Espace Go et mise en scène par Sophie Cadieux. Tu iras la chercher est présentée dans le cadre du Festival TransAmériques.    
La pièce Unité Modèle termine la trilogie entamée par l'auteur en 2012, avec Cinq visages pour Camille Brunelle (Nous voir nous). Elle est présentée en 2016 au Centre du Théâtre d'aujourd'hui et poursuit sa critique de la société de l'image.   
Guillaume Corbeil publie en avril 2016, aux éditions Le Quartanier, un recueil de contes intitulé Trois princesses où il aborde la question de l'exploitation de l'image des femmes dans les contes pour enfant Cendrillon, La Belle au bois dormant et Blanche-Neige. Marc Larivière en réalise les illustrations.

### Romans, théâtre et biographie
- L'Art de la fugue, Québec, L'instant même, 2008.
- Pleurer comme dans les films, Montréal, Leméac, 2009.
- Brassard, Montréal, Éditions Libre-Expression, 2010.
- Nous voir nous (Cinq visages pour Camille Brunelle), 2012
- Tu iras la chercher, 2014
- Trois princesses, Éditions Le Quartanier, 2016
- Unité Modèle, 2016